# ماشا ونگروتسکا
ماشا وُنگروتسکا (لهستانی: Masza Wągrocka؛ زادهٔ ۳ اکتبر ۱۹۹۲) بازیگر و صداپیشهٔ اهل لهستان است. وی از سال ۲۰۱۵ میلادی تاکنون مشغول فعالیت بوده است.
از فیلم‌ها یا برنامه‌های تلویزیونی که وی در آن نقش داشته است، می‌توان به تشخیص و سلطان اشاره کرد.